# Stazione di Città di Castello-Fornace
La stazione di Città di Castello-Fornace è una fermata ferroviaria posta lungo la linea Centrale Umbra, nel territorio di Città di Castello.